# Острова (Архангельская область)
Острова́ — деревня в Приморском районе Архангельской области. Входит в состав Островного сельского поселения.

## География
Деревня находится на берегу реки Кальчинянка, на расстоянии 10 км к западу от города Архангельск, административного центра района и области. 

### Часовой пояс
Деревня Острова, как и вся Архангельская область, находится в часовой зоне МСК (московское время). Смещение применяемого времени относительно UTC составляет +3:00.

## Население
| 2002 | 2010 | 2012 |
| ---- | ---- | ---- |
| 38   | ↘30  | ↗38  |